# Michael Terhorst
Michael Terhorst (* 1986 in Freiburg im Breisgau) ist ein deutscher Kameramann.

## Leben
Michael Terhorst absolvierte 2017 den Masterstudiengang Cinematography an der Filmuniversität Babelsberg Konrad Wolf. Bereits während seines Studiums wirkte er an mehreren Projekten mit, die auf internationalen Filmfestivals gezeigt wurden, darunter der Kurzspielfilm Für dich bei mir (2016, Regie: Clemens Beier), für den er mehrere Publikumspreise erhielt und seine Premiere auf dem 37. Filmfestival Max Ophüls Preis feierte.
Terhorst arbeitet im Bereich des fiktionalen Films, dreht Dokumentarfilme und TV-Formate. Als Kameramann bereist er die Welt und hat bereits in mehr als 20 Ländern gearbeitet, darunter auch in herausfordernden Regionen wie Nordkorea, Syrien und Afghanistan. Für das TV-Format Uncovered war er in diesen Ländern unterwegs. Darüber hinaus war er für das Satireformat Browser Ballett tätig, das für den Film, Mein bester Freund wählt AfD (ZDFneo) 2024 den Deutschen Fernsehpreis in der Kategorie Bestes Buch Unterhaltung gewann.
2023 feierte der Dokumentarfilm Embodied Chorus – لن تتركنا الطيور, bei dem Terhorst als Kameramann beteiligt war, seine Weltpremiere auf dem International Documentary Film Festival Amsterdam (IDFA). Der Film von Danielle Davie und Mohamad Sabbah wurde für den IDFA Award for Best First Feature nominiert.
Neben seinem filmischen Schaffen präsentierte er 2020 seine Fotografien in einer Ausstellung in Berlin und veröffentlichte im selben Jahr einen Bildband. Bereits 2018 erhielt er unter anderem den 1. Preis beim internationalen Wettbewerb Life Framer in der Kategorie World Travelers.
Michael Terhorst lebt in Berlin und ist Mitglied im Berufsverband Kinematografie (BVK).

## Filmografie
- 2011: Plötzensee (Dokumentarfilm)
- 2016: Für dich bei mir (Mittellanger Film, MDR)
- 2019: Planet Pax (Kurzfilm, rbb)
- 2020: Browser Ballett (TV-Serie, ARD, ZDFneo)
- 2020–2024: Uncovered (TV-Format)
- 2022: Browser Ballett (TV-Serie, ARD, ZDFneo)
- 2022: Tierärztin Dr. Mertens (TV-Serie, Folgen 85–89)
- 2023: Browser Ballett (TV-Serie, ARD, ZDFneo)
- 2023: Satire in Serie – Mein bester Freund wählt AfD (TV-Serie, ZDFneo)
- 2023: Embodied Chorus (Dokumentarfilm)
- 2024: Tierärztin Dr. Mertens (TV-Serie, Folgen 98–102 und 107–110)
- 2025: Browser Ballett (TV-Serie, ARD, ZDFneo)

## Auszeichnungen
- 2011: 1. Preis, Kiezkieken Berliner Kurzfilmfestival • Plötzensee[9]
- 2011: 1. Preis, Leipzig U.F.O.-Kurzfilmfestival • Plötzensee
- 2016: Publikumspreis, 20. Filmfest Dresden – Mitteldeutsche Filmnacht • Für Dich bei mir[10]
- 2016: Publikumspreis Fiktion, 13. Kurzsuechtig – Mitteldeutsches Kurzfilmfestival • Für Dich bei mir
- 2017: "Best of Fest", Speechless Film Festival – Kategorie Kurzfilm • Für Dich bei mir
- 2018: 1. Preis, Life Framer – World Travelers • Hirte in Tadschikistan[11]

- 2019: Shortlist, Kolga Photo Tbilisi – Best Documentary • Democratic Republic of Congo
- 2021: Shortlist, Kolga Photo Tbilisi – One Shot • Withdrawal[12]
- 2021: 2. Preis, Hoepfner Stiftung – Nähe und Distanz • Kämpfer
- 2025: Finalist, Berlin Photo Awards – Kategorie People • Syrien